# لی جائه-سون
لی جائه-سون (انگلیسی: Li Jae-son؛ زادهٔ ۲۱ نوامبر ۱۹۶۸) وزنه‌بردار اهل کره شمالی بود. وی در بازی‌های المپیک تابستانی ۱۹۹۲ حضور داشته‌است.